# چشمه دیمه
چشمه دیمه، سرچشمه اصلی زاینده رود است که در روستای دیمه از توابع شهرستان کوهرنگ در استان چهارمحال و بختیاری قرار دارد.

## دشت لاله‌های واژگون
در نزدیکی این چشمه، دشت لاله‌های واژگون کوهرنگ واقع است.

## کیفیتِ آب
بر اساس بررسی‌های به عمل آمده آب این چشمه از لحاظ املاح و مواد معدنی، بسیار غنی بوده و از گواراترین آب‌های جهان است و خواص درمانی از قبیل جلوگیری از پوسیدگی دندان به خاطر وجود کلسیم و درمان سنگ کلیه دارد.
این چشمه ۸۴اُمین اثر طبیعی ملی است که توسط سازمان میراث فرهنگی در ۲۵ آبان ۱۳۸۸ در فهرست میراث طبیعی ایران قرار گرفت.

## روستای دیمه
روستای دیمه در نزدیکی شهر چلگرد قرار دارد. این مکان زیبا به علت وجود فضاهای سبز و بدیع در اطراف آن و همچنین راه دسترسی آسفالته، سرویس بهداشتی به همراه سکوی نشیمن و آلاچیق اطراف خود و نیز مناظر بسیار زیبای آن، به عنوان یکی از تجمع گاه‌های همیشگی عشایر بختیاری و گردشگران استفاده می‌شود.